# Transports en commun de Neuchâtel et environs
Die Compagnie des Transports publics du Littoral Neuchâtelois, abgekürzt TN, offiziell Compagnie des Transports en commun de Neuchâtel et environs, war das Verkehrsunternehmen der Schweizer Stadt Neuenburg und der näheren Umgebung am Neuenburgersee. Der ursprüngliche Name des Unternehmens lautete Compagnie des Tramways de Neuchâtel. Am 23. Mai 2012 fusionierte das Unternehmen mit der TRN SA zu den Transports Publics Neuchâtelois SA. Das neue Unternehmen tritt unter dem Logo transN auf und hat die offiziellen Initialen TRN.

## Geschichte
Das Verkehrsunternehmen entstand 1901 aus einer Fusion der 1892 gegründeten Gesellschaft Régional Neuchâtel–Cortaillod–Boudry (NCB) mit der 1893 gegründeten Tramway Neuchâtel–Saint-Blaise (NSB).

## Betrieb

### Autobus
Neben dem Tram und dem Trolleybus betrieben die TN acht Autobuslinien in Stadt und Agglomeration:
| 5b | Cortaillod–Areuse              |
| 9  | Place Pury–Denis-de-Rougemont  |
| 9b | Place Pury–Rue Matille         |
| 10 | Gare CFF–Bôle                  |
| 11 | Place Pury–Piscines            |
| S  | Place Pury–Savagnier (Cernier) |
| B  | Saint-Aubin–Boudry             |
| P  | Perreux-Hôpital–Boudry         |

Auf ihren Autobuslinien beförderten die TN jährlich rund 6,1 Millionen Passagiere und verbrauchen dabei 700'000 Liter Diesel, was einem Ausstoss von rund 1900 Tonnen Kohlenstoffdioxid entspricht. Die Regionalbuslinien im Kanton Neuenburg wurden hingegen vom Unternehmen Transports Régionaux Neuchâtelois (TRN) beziehungsweise der Postauto Schweiz AG bedient.

### Standseilbahnen
Weil der Höhenunterschied zwischen Stadtzentrum am See und den Höhenstadtteilen rund 200 Meter beträgt, unterhielten die TN zudem die drei Standseilbahnen Ecluse–Plan, La Coudre–Chaumont und «Fun'ambule» (Gare–Université). Letztere gehört der Stadt Neuenburg und unterlag nur der Betriebsführung durch die TN.

## Fahrzeuge

### Autobus
- Volvo/Hess B10M 211 (1984), 213 (1985)
- MAN NL313 221–226 (2000)
- MAN NL313 227–228 (2002)
- MAN NL313 201–206 (2005)
- ? 21 (1992), Gelenkbus
- MAN NG363 232–233 (2000), Gelenkbus
- MAN NG363 234–236 (2002), Gelenkbus
- MAN NG363 241–246 (2005), Gelenkbus

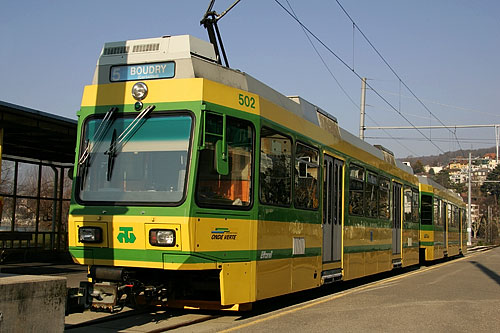
Eine Komposition der Linie 5 im Jahr 2006
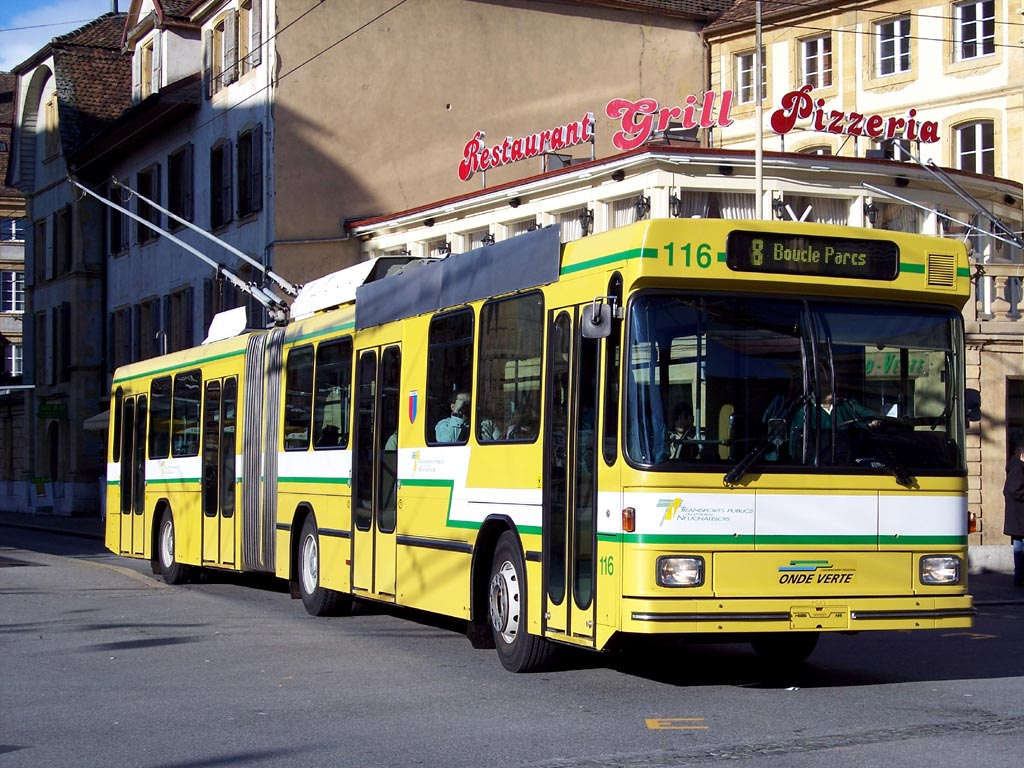
Gelenktrolleybus 116 im Jahr 2006
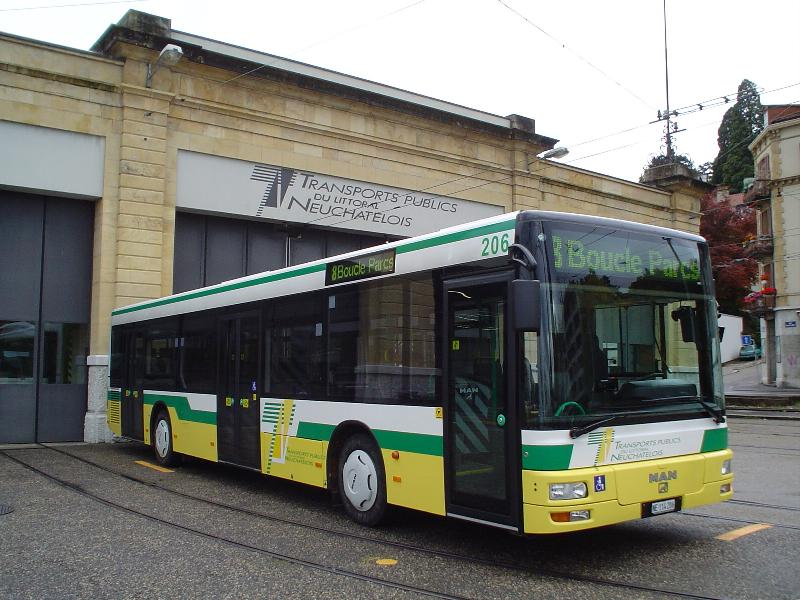
Soloautobus 206 im Jahr 2008